# Énergie pneumatique

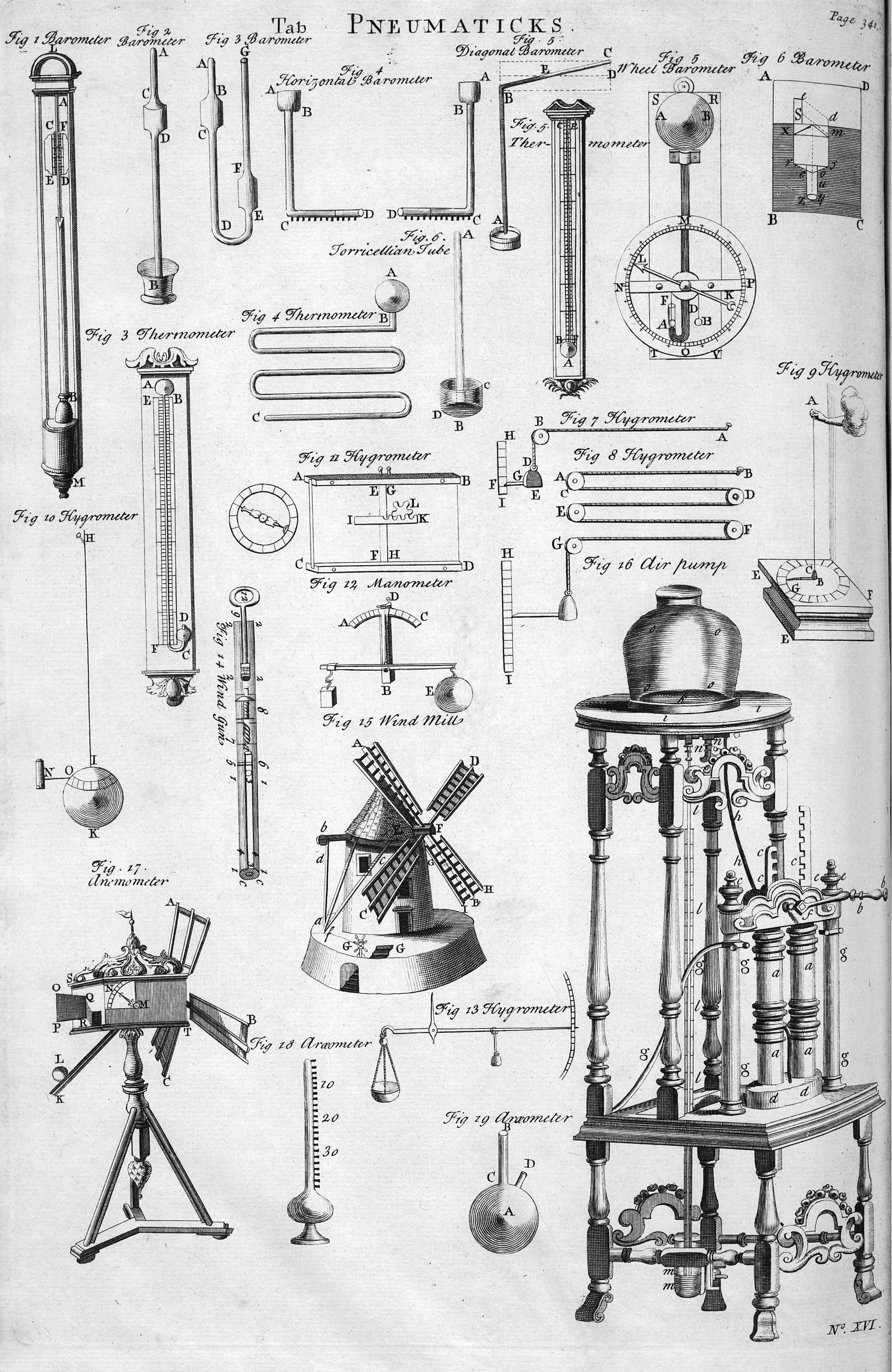
« Pneumatics » (Cyclopaedia, 1728)

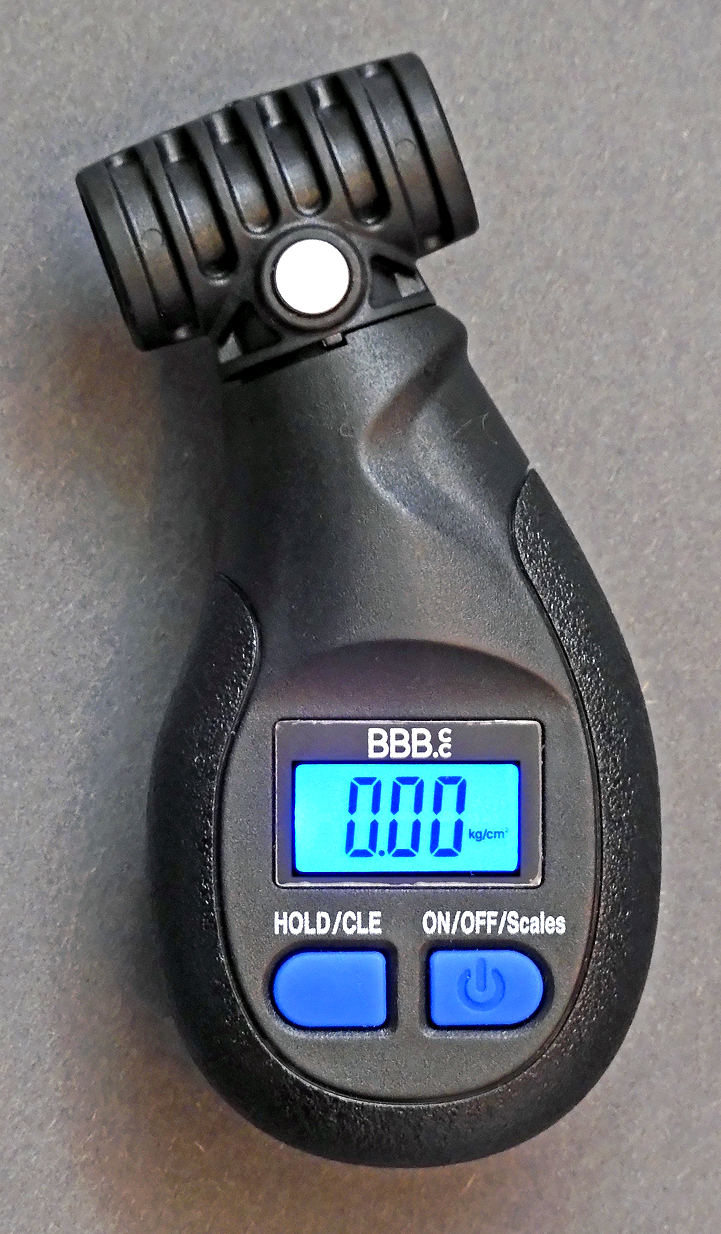
Avec un manomètre, vous mesurez la pression de l'air, sur la photo un manomètre à main pour mesurer la pression de l'air dans les pneus de vélo.

L'énergie pneumatique est l'énergie emmagasinée dans un gaz sous forme mécanique du fait qu'il est comprimé. Elle est produite par des compresseurs et exploitée dans un système pneumatique.
Dans un système pneumatique, le gaz comprimé est utilisé comme moyen de transport et de stockage d’énergie. De production facile, le système pneumatique présente un certain nombre d’avantages.
Comme un système hydraulique, un système pneumatique est fondé sur une différence de pressions entre deux zones, qui crée une force, puis un mouvement. Mais un système hydraulique utilise un fluide non compressible, un liquide, alors qu'un système pneumatique s'appuie sur un fluide compressible, un gaz. Un système hydraulique  comprend souvent un système pneumatique pour un stockage d'énergie, au moins temporaire, le gaz étant utilisé à la manière d'un ressort.

## Choix du gaz
L'air est très majoritairement utilisé, on parle alors d'air comprimé; mais d'autres gaz peuvent être employés pour leurs caractéristiques:
- L'azote et les gaz nobles, neutres chimiquement, ont des propriétés de résistance à l'oxydation
- Des températures particulières peuvent conduire à utiliser des matériaux ayant une phase vapeur aux températures recherchées : les machines à vapeur utilisent un mélange d'air et de vapeur d'eau ;
- Le gaz comprimé des moteurs à combustion interne est issu de la combustion d'un combustible dans de l'air.

## Principes de mise en œuvre
Il existe plusieurs types de compresseurs classés en deux grandes familles : les compresseurs volumétriques, qui compriment en diminuant mécaniquement le volume d'une chambre de compression, et les compresseurs dynamiques, qui transforment la vitesse et l'énergie cinétique de l'air en pression.
Un système pneumatique repose sur une différence de pressions entre deux zones, différence de pression qui crée une force mécanique. En général la pression la plus forte se situe à l'intérieur de la chambre, et la pression la plus faible à l'extérieur — souvent la pression atmosphérique.
La force (F) résultant de la différence de pression entre les deux zones est proportionnelle à la différence de pression (P1 - P2) et à la surface (S) sur laquelle elle s'exerce : F = (P1 - P2) * S
Les armes peuvent souvent être assimilées à des moteurs pneumatiques. Le projectile joue le rôle de piston, animé d'une très grande vitesse linéaire, combinée à une rotation servant à le stabiliser sur sa trajectoire.
Enfin, le piston peut être déformable (ballon, diaphragme) voire être liquide (baromètre à mercure, bulle).

## Bases de la modélisation physique
La modélisation des systèmes pneumatiques se fait en grande partie dans le cadre de la thermodynamique. Les systèmes ayant de nombreux paramètres de description, la modélisation est souvent délicate.
La loi des gaz parfaits, qui fait intervenir la pression, le volume, la quantité de matière gazeuse et la température, est utilisée pour décrire les situations statiques à faibles pressions. D’autres lois plus complexes sont utilisées lorsque les pressions deviennent importantes ou que les gaz ont un comportement qui s'écarte trop du modèle du gaz parfait.
D'autre part, il faut tenir compte des effets dynamiques dus aux mouvements du gaz étudiés par l'aérodynamique et qui peuvent mener à des résonances, c'est-à-dire des sons.
Les différences de température vont entraîner des transferts thermiques, qui vont également modifier le comportement mécanique du système.
Selon les conditions de température et de pression, les constituants physico-chimiques peuvent changer d'état, entre gaz, liquide, voire solide, ce qui change notamment la densité volumique, la compressibilité et l'énergie disponible. Des réactions chimiques peuvent également se produire, modifiant la composition du système.
Pour réussir à comprendre les interactions entre tous les paramètres, on essaye de se ramener à des situations simples, en gardant certains paramètres constants. Par exemple :
- isotherme : à température constante ;
- isobare : à pression constante ;
- isochore : à volume constant ;
- adiabatique : sans transfert thermique.

Cependant, dans la réalité, les transformations sont polytropiques. Cela veut dire qu'une partie de l'énergie (travail) est soustraite ou augmentée (lors de la compression ou de la détente) par les échanges thermiques avec l'environnement extérieur.
En outre, on peut aussi essayer de faire les transformations lentement afin de rester proche des équilibres :
- si un piston de pompe à vélo est poussé rapidement, l'air va sortir très chaud ;
- s'il est poussé plus lentement, l'air s'échauffera moins et plus de pression sera disponible. L'efficacité de la compression sera meilleure.

## Estimation de l'énergie

### Première méthode d'estimation
Un réservoir de volume {\displaystyle \displaystyle V} contenant de l'air à la pression {\displaystyle \displaystyle Pa} qu'on laisse se détendre contient effectivement de l'énergie mécanique qu'on peut récupérer.
Dans le cas d'une détente adiabatique réversible, sans perte (efficacité énergétique égale à 100 %), l'énergie délivrée (en J/kg d'air) sera :
{\displaystyle W=-{\frac {\gamma }{\gamma -1}}*Z*r*Ta*\left[{\frac {Pr}{Pa}}^{({\frac {\gamma -1}{\gamma }})}-1\right]}
avec :
{\displaystyle \gamma } = {\displaystyle Cp/Cv} = 1,4 pour de l'air
{\displaystyle \displaystyle Z} = coefficient de compressibilité = 1
{\displaystyle \displaystyle r} = constante du gaz = {\displaystyle R/M} où {\displaystyle \displaystyle R} = 8,314 J/mole.K et {\displaystyle \displaystyle M} est la masse molaire en kg/mole (= 0,028 pour de l'air)
{\displaystyle \displaystyle Ta} = température absolue (en K) à l'aspiration. Si t = 27 °C alors Ta = 300 K.
Quelques valeurs de {\displaystyle \displaystyle W} et {\displaystyle \displaystyle \rho } (la masse volumique de l'air à la pression considérée) : 
- pour {\displaystyle \displaystyle Pa} = 1 bar (= pression atmosphérique), alors {\displaystyle \displaystyle W} = -311 775*[(1/Pa)^0,286 -1) ;
- pour {\displaystyle \displaystyle Pa} = 300 bars, {\displaystyle \displaystyle W} = 250,76 kJ/kg et {\displaystyle \displaystyle \rho } = 423 kg/m3 ;
- pour {\displaystyle \displaystyle Pa} = 100 bars, {\displaystyle \displaystyle W} = 228,24 kJ/kg et {\displaystyle \displaystyle \rho } = 141 kg/m3.

Si on a un réservoir de 300 litres, soit 0,3 m3 :
- pour {\displaystyle \displaystyle Pa} = 300 bars on a 126 kg d'air (en supposant le gaz parfait, ce qui n'est pas vraiment exact dans cette gamme de pression) ;
- pour {\displaystyle \displaystyle Pa} = 100 bars on a 42 kg d'air.

On peut donc stocker (en supposant que la pression est toujours maximale jusqu'à l'utilisation du dernier kg d'air ce qui majore considérablement la valeur calculée) :
- pour {\displaystyle \displaystyle Pa} = 300 bars, Énergie = 31 500 kJ = 8,75 kWh ;
- pour {\displaystyle \displaystyle Pa} = 100 bars, Énergie = 9 576 kJ = 2,7 kWh.

Ces calculs concernent la détente adiabatique, ce qui correspond à une détente rapide (ce qui est habituellement le cas dans une machine) le rendement est meilleur avec une détente lente en maintenant le gaz à température constante (détente isotherme).

### Autres méthodes d'estimation
L'énergie {\displaystyle \displaystyle E} contenue dans un volume {\displaystyle \displaystyle V} de gaz comprimé à une pression {\displaystyle \displaystyle P} vaut : {\displaystyle E={\frac {i}{2}}\cdot P\cdot V} où :
- {\displaystyle i=3} pour un gaz monoatomique (par exemple He)
- {\displaystyle i=5} pour un gaz diatomique (par exemple O2 ou N2)
- {\displaystyle i=6} pour un gaz triatomique ou plus (par exemple CO2)

Cette énergie peut être récupérée par décompression adiabatique, c'est-à-dire sans transfert thermique avec l'environnement.
Dans le cas d'une décompression isotherme, c'est-à-dire à température constante, on peut récupérer plus d'énergie, car une partie vient de l'environnement sous forme de chaleur. Dans ce cas, l'énergie récupérée vaut :
{\displaystyle E=\ln(P_{2}/P_{1})\cdot P\cdot V}
où :
{\displaystyle \displaystyle P_{2}} désigne la pression avant décompression et {\displaystyle \displaystyle P_{1}} après décompression,
{\displaystyle P\cdot V} étant constant, on peut prendre {\displaystyle P_{2}\cdot V_{2}}, avant décompression ou {\displaystyle P_{1}\cdot V_{1}} après décompression.
Par exemple, l'énergie contenue dans 300 litres d'air ({\displaystyle \scriptstyle {0,3\;m^{3}}}) à 300 bars {\displaystyle \scriptstyle (\;3\cdot 10^{7}\;[N/m^{2}]\;)} vaut :
{\displaystyle \scriptstyle E\;=\;{\frac {5}{2}}\cdot 3\cdot 10^{7}\cdot 0,3\;=\;23\;[MJ]}, soit 6,3 kWh.
Ceci correspond à l'énergie contenue dans 0,5 kg d'essence, soit 0,69 litres d'essence.
Si la décompression est isotherme : {\displaystyle \scriptstyle {E\;=\;\ln(300/1)\cdot 3\cdot 10^{7}\cdot 0,3\;=\;51,3\;[MJ]}}, soit 14,2 kWh.
Ceci correspond à l'énergie contenue dans 1,14 kg d'essence, soit 1,6 litre d'essence.
Il s'agit là du pouvoir calorifique de l'essence, l’énergie mécanique susceptible d’être fournie par un carburant est d'environ 1/3 de son PCI. 

#### Justification
On justifie les résultats ci-dessus par des calculs thermodynamiques.
Lors d'une décompression isentropique, par exemple réversible et sans échange thermique avec le milieu ambiant, la relation entre la pression et le volume est : {\displaystyle P\,V^{\gamma }} = constante où :
- {\displaystyle \gamma =5/3} pour un gaz monoatomique ou un mélange de gaz monoatomiques ;
- {\displaystyle \gamma =7/5} pour un gaz ou mélange essentiellement diatomique comme l'air ;
- {\displaystyle \gamma =8/6\ (=4/3)} pour un gaz triatomique[a].

Dans le cas d'une décompression isotherme, {\displaystyle \gamma =1}.
L'énergie lors de la décompression adiabatique se calcule par intégration de {\displaystyle V_{1}} à {\displaystyle V_{2}} de
{\displaystyle P\,\mathrm {d} V} donc de {\displaystyle {\frac {\mathrm {d} V}{V^{\gamma }}}}.
Dans le cas adiabatique, on considère que le volume {\displaystyle V_{1}} après décompression est très grand et donc {\displaystyle 1/V_{1}} est nul. Ces intégrations donnent les formules énoncées ci-dessus.

### Efficacité énergétique d'un moteur à air comprimé
Un moteur à air comprimé utilise le principe de la détente d'un gaz, comme dans la partie détente d'une machine frigorifique. Comme celle-ci, il peut théoriquement avoir une efficacité énergétique supérieure à 100 %.
En effet, l'efficacité énergétique est le rapport entre l'énergie (mécanique) restituée par le moteur et l'énergie fournie par le réservoir d'air. Or dans une détente isotherme, de l'énergie thermique ambiante vient s'ajouter à l'énergie du réservoir, pour réchauffer le gaz qui se refroidit lors des détentes successives, ce qui explique que l'énergie mécanique résultante peut être supérieure à l'énergie initiale du réservoir, dans des conditions proches de l'idéal.
C'est donc exactement l'effet inverse d'un moteur thermique, dans lequel la compression de l'air est obtenue par une combustion interne au moteur : la température plus haute que la température ambiante entraîne un transfert important d'énergie thermique vers l'extérieur. Par exemple, pour le cycle de Carnot, l'efficacité de Carnot entre 300 et 900 K est de 1−(300/900) soit 2/3, signifiant 1/3 de pertes thermodynamiques dans le cas idéal.
On voit dans les calculs précédents sur l'énergie pneumatique et dans le cas du processus isotherme idéal, que l'énergie maximale produite peut être de 14,2 kWh, alors que l'énergie fournie en entrée du système, soit l'énergie contenue dans le réservoir calculée par le processus adiabatique, est de 6,3 kWh. On en déduit une efficacité énergétique théorique maximale de 225 % (car 14,2/6,3 = 2,25). L'énergie thermique (gratuite) captable dans l'environnement dans le cas théorique idéal représente 125 % de l'énergie mise dans le réservoir, et s'ajoute à celle-ci.
Il faudrait certes un moteur parfait pour restituer cela, mais il suffirait de fabriquer un moteur ayant moins de 48 % de pertes internes, pour arriver à une efficacité énergétique réelle dépassant 100 %, ce qui serait mieux que tous les autres systèmes moteurs connus.
Cependant, le problème inverse se produit lors de la compression du gaz (chaleur nécessairement produite à évacuer). Toutefois on peut imaginer utiliser cette chaleur obtenue à la compression pour chauffer un bâtiment ou l'eau sanitaire (cogénération). On sait que les machines frigorifiques basées sur un cycle compression/stockage/décompression d'un fluide sont capables d'atteindre des efficacités énergétiques de l'ordre de 300 % (COP ou coefficient de performance de 3). La conservation de l'énergie est respectée parce que l'énergie gagnée est absorbée depuis l'environnement ambiant, d'où l'expression pompe à chaleur.
Certains prétendent qu'un cycle compression/stockage/décompression est moins efficace qu'un cycle génération/batterie/moteur électrique mais ils oublient souvent de prendre en compte les pertes lors du chargement et du déchargement de la batterie (entre 65 et 83 % d'efficacité pour une batterie à circulation d’électrolyte par exemple ), ainsi que des pertes lors de la non utilisation de la batterie.

## Classification par fonction
Les systèmes pneumatiques utilisent quatre fonctions principales :
- compression ;
- transport ;
- stockage, avec charge et décharge ;
- moteur ou actionneur.

Des composants supplémentaires vont être utilisés dans les systèmes :
- vanne ;
- échangeur thermique ;
- détendeur ou régulateur de pression ;
- régulateur de débit ;
- clapet anti-retour ;
- filtres ;
- capteurs pour les mesures de paramètres.

Si la modularité (1 matériel = 1 fonction) est toujours recherchée pour la simplification de la conception et la standardisation de la production, certains matériels peuvent combiner plusieurs fonctions pour des raisons d'optimisation.

## Classification par utilisation
Les systèmes pneumatiques sont utilisés dans tous les domaines de la vie quotidienne occidentale :
- amortisseurs ;
- accumulateurs pour les systèmes hydrauliques, accumulateurs pour la génération d'électricité ;
- armes à feu, armes à air comprimé ;
- automatisation de machines-outils ;
- avions ;
- instruments de musique à vent ;
- machines frigorifiques, qui utilisent un gaz compressible sur toute une partie du cycle de fonctionnement ;
- moteurs à vapeur, turbines à vapeur, moteurs à combustion interne, outils à air comprimé, moteurs à air comprimé, turbines à gaz, réacteurs, éoliennes ;
- postes pneumatiques ;
- système respiratoire.

Sans oublier la Terre, dont l'atmosphère est le plus complexe système pneumatique existant.

## Classification par niveau de pression
- De quelques mbar à 1 bar : domaine de la régulation, de la fluidique.
- De 1 à 10 bars : domaine de la commande, de la puissance (usage courant).
- De 20 à 40 bars : domaine de la navigation (démarrage diesel).
- De 150 à 250 bars : stockage en bouteilles pour la plongée, avec de l'air où des mélanges spécifiques.
- De 200 à 500 bars : pression pour les systèmes de grande puissance (avions de chasse, etc.).